# San Frediano a Settimo
San Frediano a Settimo (Sanctus Fredianus ad Septimum in latino) è una località del comune italiano di Cascina, nella provincia di Pisa, in Toscana.

## Storia
San Frediano a Settimo è un'importante località del Comune di Cascina. Nel nome è rimasto l'appellativo di a Settimo. Nell'alto Medioevo il toponimo Settimo individuava una località posta al settimo miglio sulla via romana che dalla parte della riva sinistra d'Arno, conduceva da Pisa a Firenze. Al tempo esso comprendeva un territorio più vasto, oltre a San Frediano, anche San Benedetto e San Casciano.
La località ha subito un incremento urbanistico e demografico nel corso della seconda metà del XX secolo, soprattutto in corrispondenza della strada statale 67 Tosco Romagnola. Anche nel passato fu un borgo popoloso, non meno importante degli altri due a Settimo.
È testimoniata la presenza di un importante castello, di proprietà dei Della Gherardesca.
La terra di San Frediano comparve per la prima volta in un atto redatto in Pisa il 18 gennaio 1137.
La chiesa è detta a Lama ed è intitolata a San Frediano vescovo di Lucca. È attestata fin dal 24 settembre 1178, dalle liste degli enti ecclesiastici che pagavano la decima alla Sede Apostolica. Con forse annesso un ospedale, è citata in un documento del 13 maggio 1186 e successivamente in una lettera di papa Celestino III. In essa il pontefice annunciava a Guidone, pievano di Calcinaia, che la chiesa di San Frediano ed altre del contado fossero da considerarsi sotto la giurisdizione di quella pieve. Fu elevata a propositura nel 1455 per decreto dell'arcivescovo di Pisa Giuliano de' Ricci, pur rimanendo nel piviere di San Casciano.
La località acquisì sempre più importanza economica nel corso del XX secolo, come centro agricolo di prodotti ortofrutticoli.

## Monumenti e luoghi d'interesse

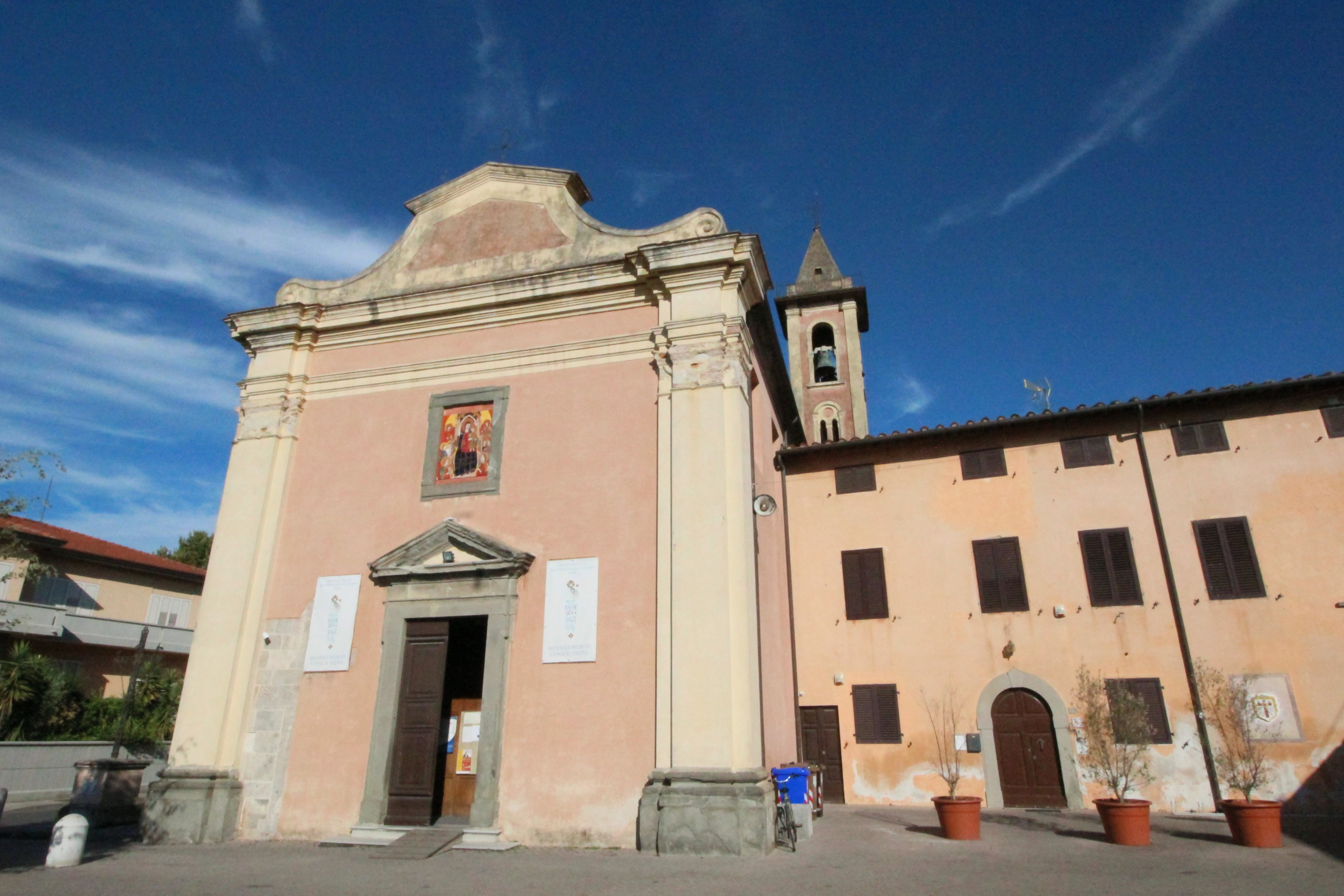
La chiesa di San Frediano

- Chiesa di San Frediano a Settimo

## Infrastrutture e trasporti

### Strade
- Strada di grande comunicazione Firenze-Pisa-Livorno
- Strada statale 67 Tosco Romagnola

### Ferrovie
- Stazione di San Frediano a Settimo